# Tortula brevis
Tortula brevis là một loài rêu trong họ Pottiaceae. Loài này được H. Whitehouse & M.E. Newton mô tả khoa học đầu tiên năm 1988.